# Guardians of Middle-earth
Вартові Середзем'я — гра в жанрі MOBA, створена по всесвіту Володаря Перснів.
Гра була розроблена компанією Monolith Productions і створена Warner Bros. Interactive Entertainment.

## Ігровий процес
Гравців чекають багатокористувацькі PvP-битви на аренах, в яких одночасно може брати участь 10 осіб, по п'ять у кожній команді.
Дія гри відбувається в Середзем'ї, і буде тісно переплітатися з трилогією Володаря перснів.
Вартові Середзем'я були випущені для консолей PlayStation 3 і Xbox 360,  4 грудня 2012 року у PlayStation Network і Xbox Live Arcade відповідно.
Guardians of Middle Earth слідує основним традиціям жанру MOBA ігор. До десяти гравців змагаються один з одним, щоб знищити базу противника. Кожна команда починає гру з протилежних сторін карти. Три шляхи, або «смуги», ведуть до ворожої бази, кожна з серією оборонних веж уздовж шляху. На кожній базі, в певні проміжки часу, з'являються солдати, які направляються до ворожої бази.
Гравці беруть на себе роль одного з двадцяти персонажів, кожен зі своїм набором здібностей і ролей. Гравці вибирають свою смугу для просування, знищуючи солдатів, інших гравців, вежі і в кінцевому підсумку саму базу противника.
Після кожного бою, гравці отримують досвід і золото. З рівнями стають доступні нові можливості і товари для покупки, які збільшують характеристики і здібності персонажів.

## Престиж
У грі існує таке поняття, як престиж (prestige) користувача.
За інформацією з офіційного форуму:
- престиж дає вам 1000 золота за кожен взятий рівень персонажа і додаткове золото за кожен рівень престижу
- при підвищенні рівня до максимального (20) ваш престиж збільшується, а рівні скидаються. Робиться це для того, щоб і далі давати гравцям додаткове золото за кожен взятий рівень в грі.
- єдиним недоліком є те, що відкриті пояси (loadouts) під реліквії і ґеми доведеться відкривати заново підняттям рівнів.